# Valentin Vignard
Pour les articles homonymes, voir Vignard.
Valentin Pierre Jean Marie Vignard, né le 19 janvier 1893 à Guémené-Penfao (Loire-Inférieure) et mort le 28 mars 1977 à La Roche-Bernard (Morbihan), était un homme politique français.

## Biographie
Propriétaire-exploitant à La Roche-Bernard et ancien combattant des deux guerres, maire de La Roche-Bernard, il est conseiller général du canton de La Roche-Bernard de 1931 à 1940 puis de 1945 à 1967.
Membre du Comité départemental de libération du Morbihan en 1944, il exerça par la suite deux mandats nationaux sous l'étiquette du MRP : d'abord celui de Conseiller de la République de 1946 à 1948, puis celui de député du Morbihan de 1956 à 1958.

## Mandats
- Conseiller général du canton de La Roche-Bernard : 1931-1940, puis 1945-1967
- Conseiller de la République du Morbihan : 1946-1948
- Maire de La Roche-Bernard : 1947-1965(?)
- Député du Morbihan : 1956-1958